# 帕拉加南格乌德伊
帕拉加南格乌德伊（Palaganangudy），是印度泰米尔纳德邦Tiruchirappalli县的一个城镇。总人口8880（2001年）。

## 人口
该地2001年总人口8880人，其中男性4477人，女性4403人；0—6岁人口1163人，其中男507人，女656人；识字率73.57%，其中男性为78.91%，女性为68.14%。